# Johann Gottfried Bernhard Bach
Johann Gottfried Bernhard Bach (Weimar, 11 de maio de 1715 – Jena, 27 de maio de 1739) foi um compositor alemão.
Johann Gottfried foi o quarto filho do também compositor Johann Sebastian Bach e da soprano Maria Barbara Bach. Nasceu em Weimar e foi educado em Thomasschule, escola em Leipzig. Como organista, trabalhou em Mühlhausen (1735/36) e também em Sangerhausen (1737/38). Em 1738, ele abandonou a carreira de músico para estudar direito em Jena. Morreu prematuramente com 24 anos.